# Czarnogórska Armia Narodowa
Czarnogórska Armia Narodowa (czarn. Crnogorska narodna vojska) – oddziały czetnickie z obszaru Czarnogóry, podporządkowane chorwackim ustaszom pod koniec II wojny światowej.

## Geneza
Wiosną 1944 r. do Zagrzebia – stolicy marionetkowego Niezależnego Państwa Chorwackiego (NDH) – przybył Sekula Drljević, niepodległościowy działacz czarnogórski, kolaborujący wcześniej z Włochami. W lipcu powołał on Czarnogórską Radę Państwową, która działała w ramach struktur państwowych NDH. Natychmiast rozpoczął przy pomocy chorwackich ustaszy starania w celu sformowania własnej formacji zbrojnej. Po niepowodzeniu postanowił skontaktować się z Pavle Đurišiciem, czetnickim dowódcą i wojewodą, którego oddziały panowały nad większością obszaru Czarnogóry. W rezultacie 22 marca 1945 r. doszło w miejscowości Doboj do zawarcia oficjalnej umowy. Pavle Đurišić, który dążył do wycofania swoich sił na północ do Słowenii, uznał Czarnogórską Radę Państwową za tymczasowy rząd Czarnogóry i podporządkował jej swoje siły pod nazwą Czarnogórskiej Armii Narodowej. Natomiast S. Drljević zobowiązał się załatwić czetnikom bezpieczne przejście przez chorwacką granicę oraz odpoczynek i przegrupowanie bez przeciwdziałania ze strony Chorwatów. Głównodowodzącym miał być S. Drljević, lecz faktycznym dowódcą P. Đurišić. Było to czysto taktyczne porozumienie.

## Dzieje Czarnogórskiej Armii Narodowej
Umowa nie została jednak dotrzymana. Kiedy 8 kwietnia 1945 r. oddziały P. Đurišicia próbowały przekroczyć granicę z NDH, wojska chorwackie i ustasze pod dowództwem płk. Vladymira Metikoša znienacka otoczyli je i rozbroili. Czetnicy zostali przeorganizowani w trzy brygady w sile ok. 5-10 tys. ludzi i podporządkowani bezpośrednio dowództwu ustaszy. Na ich czele stanął gen. Agram, a politycznym przywódcą był S. Drljević. Skierowano ich pod nazwą Czarnogórska Armia Narodowa w rejon Karlovca do walki z komunistyczną partyzantką Josipa Broz Tity. Po tych zmianach pozycja P. Đurišicia uległa znacznemu pogorszeniu. Ostatecznie wraz z innymi czetnickimi oficerami został on przewieziony do miejscowości Stara Gradiška, skąd – po rozbrojeniu – odesłano ich do obozu koncentracyjnego w Jasenovacu. Tymczasem Czarnogórska Armia Narodowa w ostatnim okresie wojny wycofała się wespół z chorwackim wojskiem i ustaszami do Słowenii, a stamtąd do Austrii, gdzie poddano się wojskom brytyjskim. Brytyjczycy przekazali ich jednak nowym komunistycznym władzom jugosłowiańskim, które w większości wymordowały czetników. Pozostali trafili do obozów pracy.